# Учётная запись
Учётная запись или акка́унт (от англ. account «учётная запись, личный счёт») — хранимая в компьютерной системе совокупность данных о пользователе, необходимая для его опознавания (аутентификации) и предоставления доступа к его личным данным и настройкам. 
В качестве синонимов также используются разговорное учётка и сленговый вариант акк. Для использования учётной записи (другими словами, для входа в систему под чьим-то именем) обычно требуется ввод имени (логи́на, англ. login) и пароля. Также может требоваться другая дополнительная информация. Пользователи Интернета могут воспринимать учётную запись как личную страничку, профиль, кабинет, место хранения личных и других сведений, которые пользователь сообщает о себе, на определённом интернет-ресурсе.

## Содержание учётной записи
Учётная запись, как правило, содержит сведения, необходимые для опознания пользователя при подключении к системе, сведения для авторизации и учёта. Это идентификатор пользователя (login) и его пароль. Пароль или его аналог, как правило, хранится в зашифрованном или хэшированном виде для обеспечения его безопасности.
Для аутентификации могут также использоваться специальные файлы-ключи (которые можно сохранять на разных носителях информации) либо аппаратные средства (вырабатывающие одноразовые ключи, считывающие биометрические характеристики и тому подобное), а также одноразовые пароли.
Для повышения надёжности, наряду с ключом или паролем могут быть предусмотрены иные средства сверки — например, особый потайной вопрос (или несколько вопросов) такого содержания, что ответ может быть известен только пользователю. Такие вопросы и ответы также хранятся в учётной записи.
Учётная запись может содержать также дополнительные опросные данные о пользователе — имя, фамилию, отчество, псевдоним, пол, народность, расовую принадлежность, вероисповедание, группу крови, резус-фактор, возраст, дату рождения, адрес e-mail, домашний адрес, рабочий адрес, нетмейловый адрес, номер домашнего телефона, номер рабочего телефона, номер сотового телефона, номер ICQ, идентификатор Skype, ник в IRC, другие контактные данные систем мгновенного обмена сообщениями, адрес домашней страницы и/или блога в Паутине или интранете, сведения об увлечениях, о круге интересов, о семье, о перенесённых болезнях, о политических предпочтениях, о партийной принадлежности, о культурных предпочтениях, об умении общаться на иностранных языках и тому подобное.
Конкретные категории данных, которые могут быть внесены в такой опросник, определяются создателями и (или) администраторами системы.
Учётная запись может также содержать одну или несколько фотографий или аватар пользователя.
Учётная запись пользователя также может учитывать различные статистические свойства поведения пользователя в системе: давность последнего входа в систему, продолжительность последнего пребывания в системе, адрес использованного при подключении компьютера, частотность использования системы, общее и (или) удельное количество определённых действий, произведённых в системе, и так далее.